# Joachimsthal, Barnim

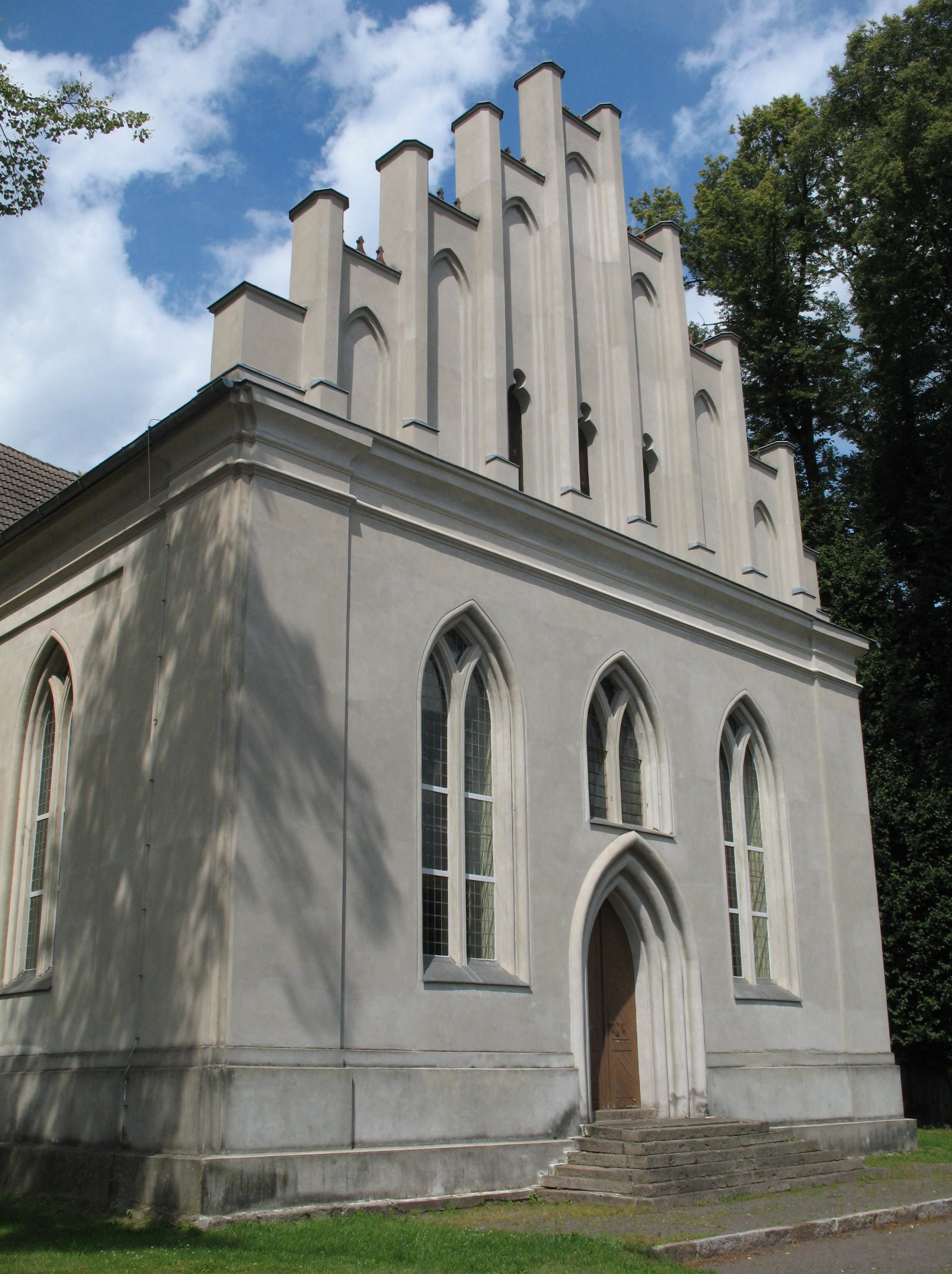
Nhà thờ

Joachimsthal là một thị xã ở huyện Barnim, trong Brandenburg, Đức. Đô thị này có diện tích 120,18 km², dân số thời điểm ngày 31 tháng 12 năm 2006 là 3368 người. Đô thị này có cự ly 17 km về phía tây bắc của Eberswalde, và 55 km về phía đông bắc của trung tam Berlin.

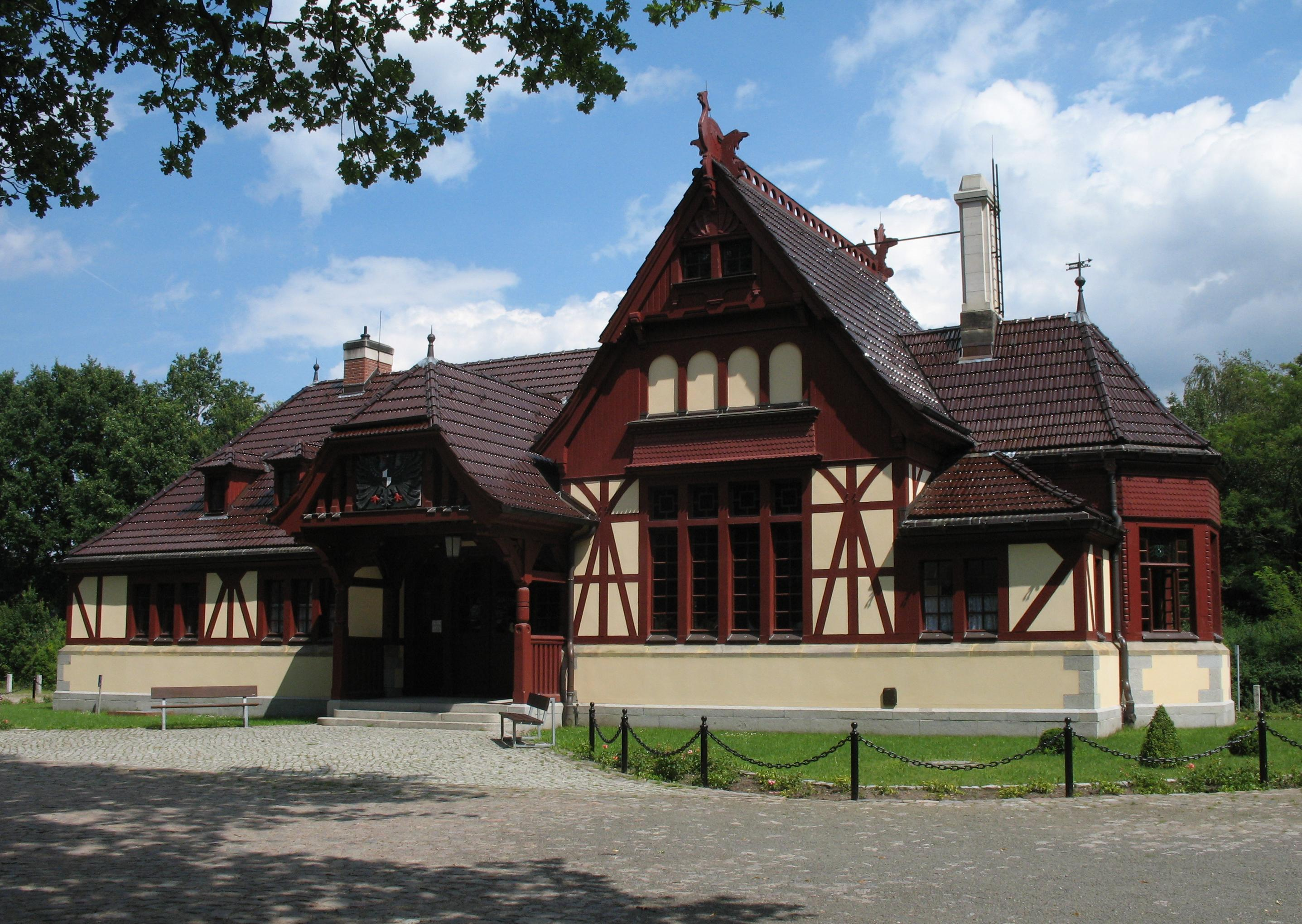
Nhà ga
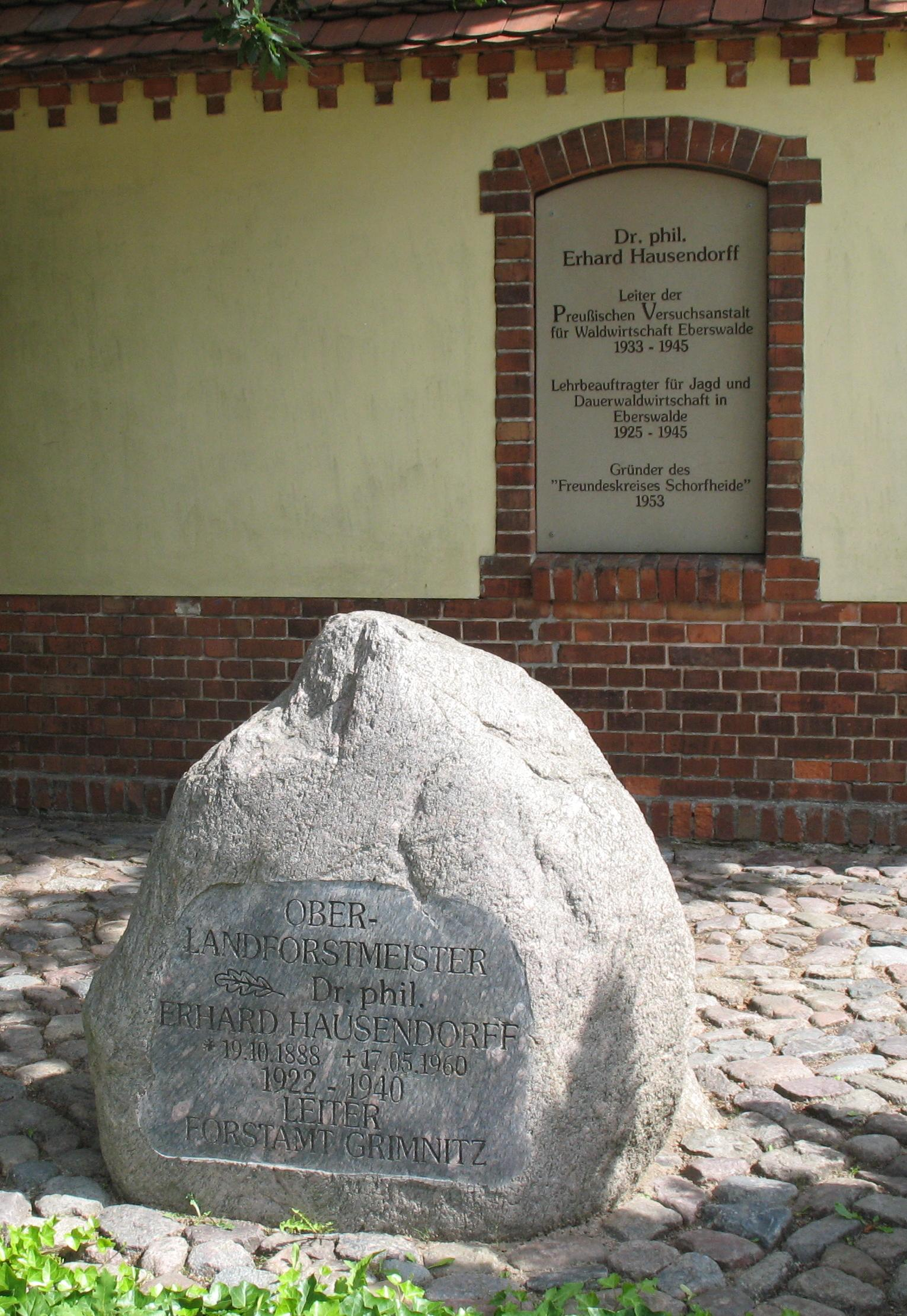
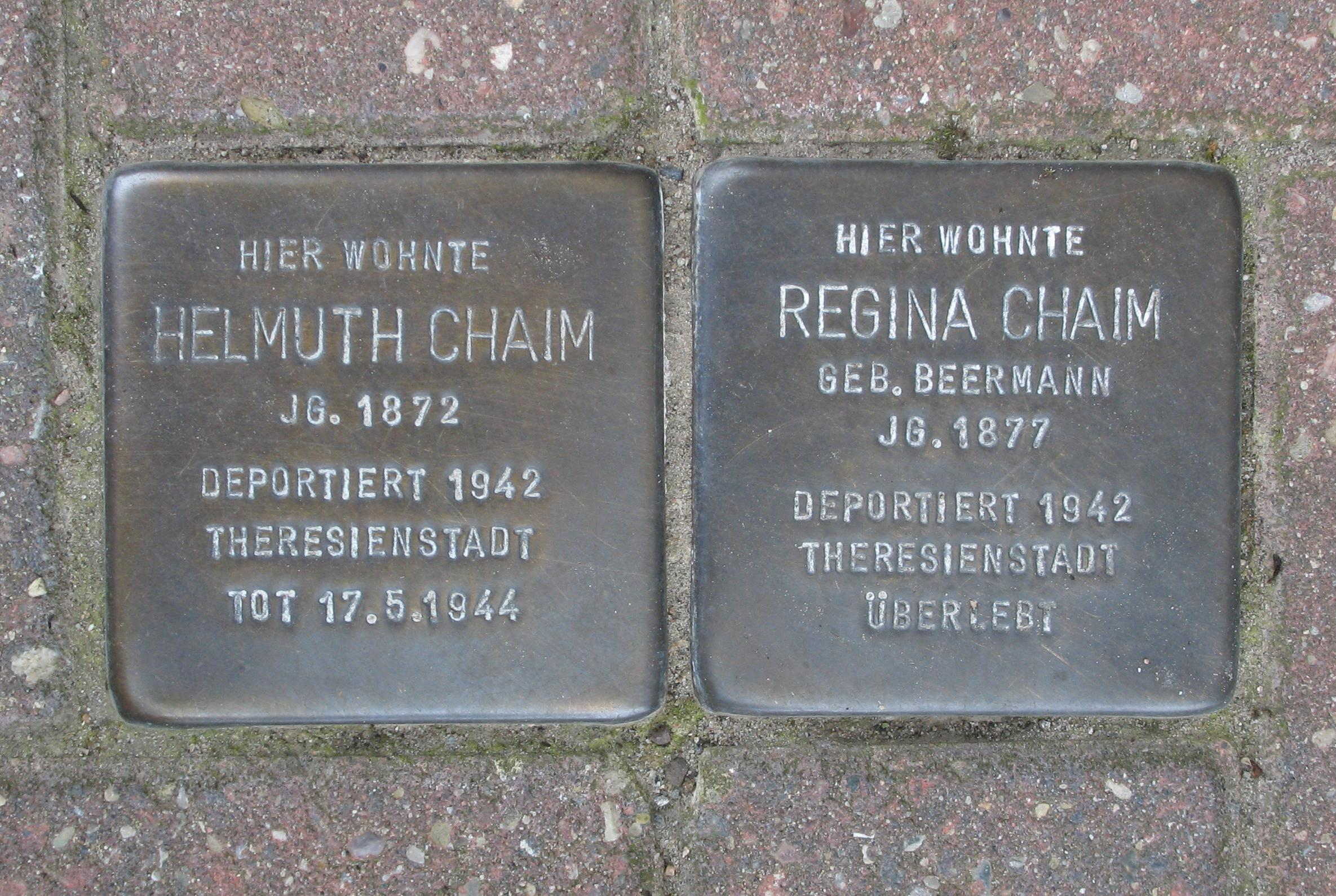